# Giovannino de' Dolci

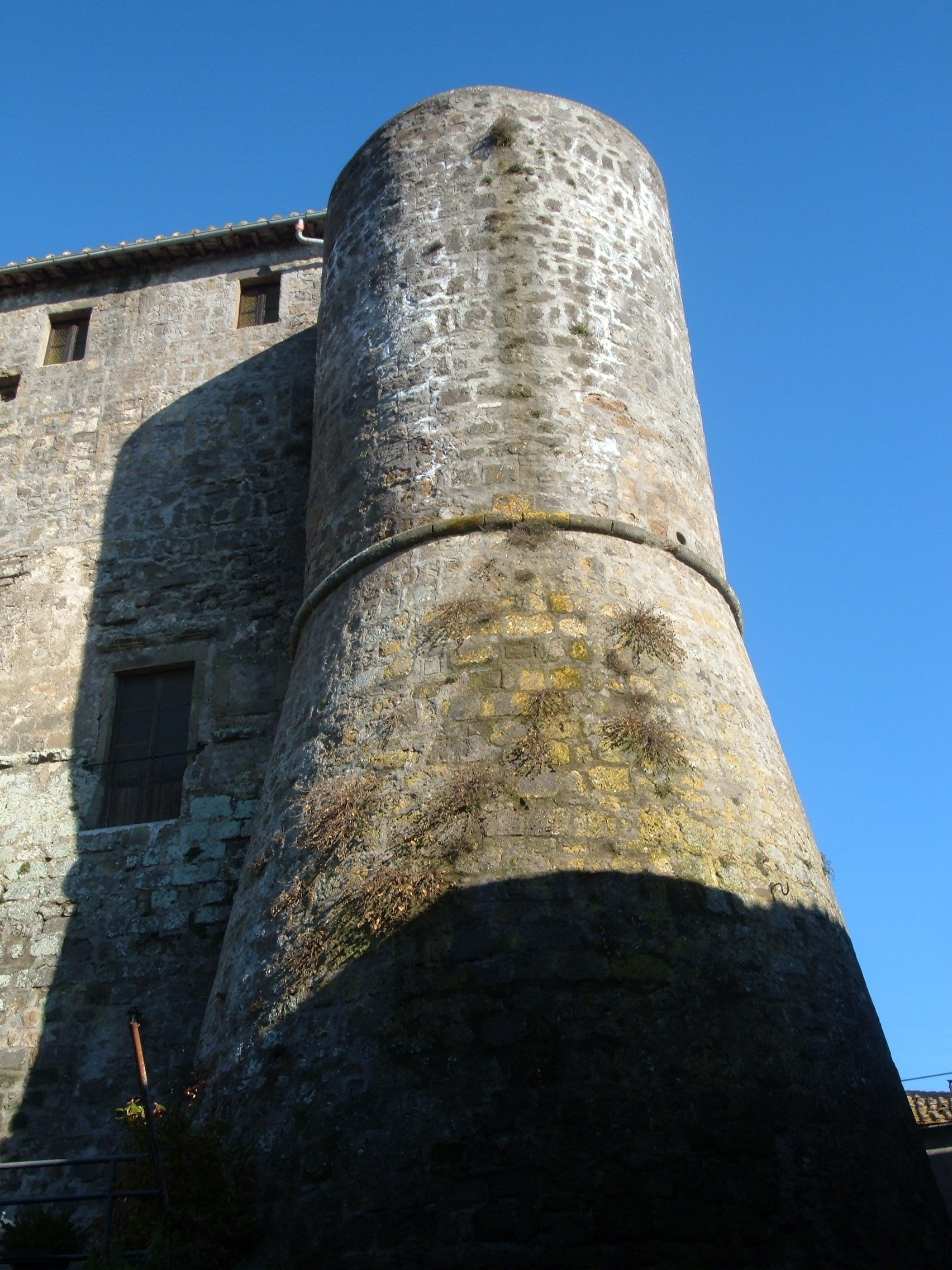
Une tour du château de Ronciglione

Giovanni Dolci ou Giovannino de' Dolci (Florence, vers 1435 - Rome, vers 1485) est un ébéniste et architecte italien, ayant principalement exercé à Rome.

## Biographie et œuvres
Rien n’est connu de son enfance à Florence. À une date indéterminée, il déménage à Rome où il travaille comme menuisier. Ainsi, en 1458, il fournit pour la première fois un caisson à la cour papale.
À partir de 1460, son nom apparaît fréquemment en tant que fournisseur pour des travaux de menuiserie et d'entrepreneur de maçonnerie, mais aussi en tant que responsable dans diverses entreprises de construction liées à la cour papale. Son rôle y reste assez confus, mais en général les chercheurs lui attribuent celui de directeur des travaux sur certains projets, notamment ceux de Baccio Pontelli, sans exclure qu'il ait, dans certaines circonstances, son autonomie.
En particulier, des documents indiquent que Dolci a participé à la construction de la chapelle Sixtine. Certains chercheurs l'identifient comme architecte concepteur, tandis que d'autres supposent qu'il a réalisé les plans de Baccio Pontelli. Preuve de la collaboration entre les deux architectes, les deux architectes ont été identifiés sur La Remise des clefs à saint Pierre du Pérugin dans les deux personnages de l'extrême droite en pleine discussion :  l'un tient une équerre (Giovanni de Dolci), l'autre un compas (Baccio Pontelli).
La restauration du Port de Civitavecchia pourrait être similaire, où Dolci est envoyé par le pape en 1481 avec des pouvoirs décisionnels étendus, mais sous la supervision de Pontelli à partir de 1483.
Sur ordre de Sixte IV, Dolci reconstruit et agrandit l’Église Santa Maria del Popolo entre 1472 et 1477, lui donnant une apparence Renaissance. La tradition, attribuant cette construction à Baccio Pontelli, est infondée. 
Dolci est intervenu, à partir de 1476, lors de la restructuration souhaitée par le pape Sixte IV du château de Ronciglione.
Malgré son absence fréquente de Rome, son atelier d'ébénisterie, où son frère et son fils travaillent, fonctionnae toujours et fournit de beaux objets à la cour papale. 
Sa mort est survenue entre 1484 et 1486, date à laquelle son fils hérite de ses biens.